# Schloss Genhoes

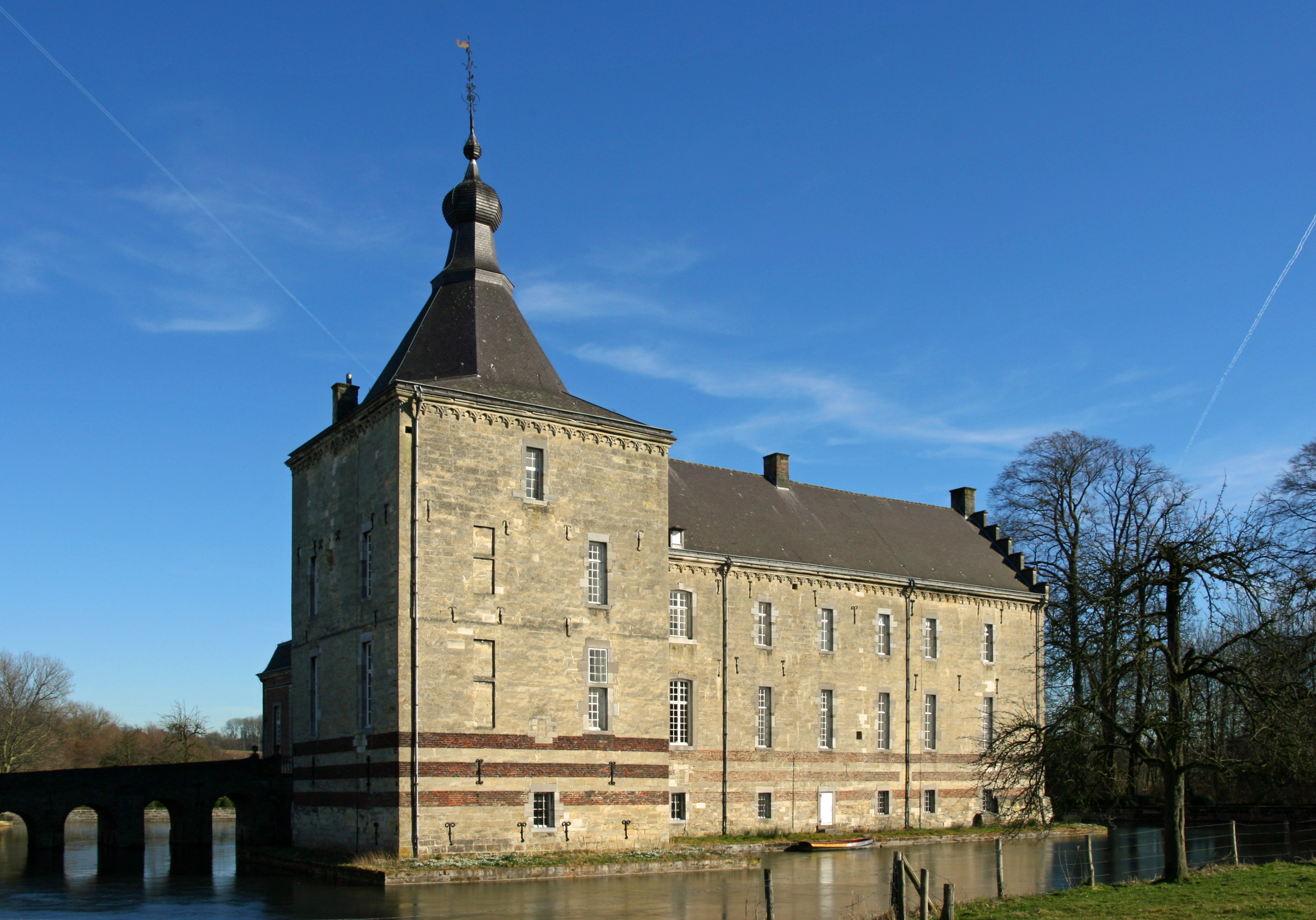
Schloss Genhoes, Ansicht von Westen

Das Schloss Genhoes (niederländisch Kasteel Genhoes, limburgisch Kesjtièl Genhoes) im Ortsteil Alt-Valkenburg der limburgischen Gemeinde Valkenburg aan de Geul ist ein Wasserschloss, das in seiner heutigen Form im 15. bis 18. Jahrhundert entstand. Es steht im Tal der Göhl nur rund 390 Meter von Schloss Schaloen entfernt.
Anfänglich war die Anlage als Haus Alt-Valkenburg (niederländisch: Huis Oud-Valkenburg) bekannt. Der heutige Name entstand erst später aus dem limburgischen Gʼn Hoes (deutsch: das Haus). Die Anlage war jahrhundertelang Sitz der Herren von Valkenburg und ihr Schicksal deshalb im Mittelalter eng mit dem Land von Valkenburg verbunden. Ab wann sich am heutigen Standort ein festes Haus oder eine Burg befand, ist unklar, aber spätestens im 12./13. Jahrhundert stand dort ein Wohnturm, von dem Reste im heutigen Kellergeschoss erhalten sind.
Über die Familie von Ghoor kam die Anlage im 16. Jahrhundert an Johann von Strijthagen, der die Burg zu einem Schloss aus- und umbauen ließ. Nachdem es 1701 der gebürtige Lette Georg von Tunderfelt erworben hatte, ließ er die Gebäude verändern und modernisieren. Sein Sohn verkaufte das Anwesen Mitte des 18. Jahrhunderts an den Aachener Leonard Thimus, der es um den heutigen Nordflügel erweitern und einen barocken Garten anlegen ließ. Von ihm kam es an seinen Schwiegersohn aus der Familie von Pelser-Berensberg, die das Schloss bis 1929 bewohnte. 1955 von den Nachkommen der Pelser-Berensberg an die Vereniging tot Behoud van Natuurmonumenten (deutsch: Verein zur Erhaltung von Naturdenkmälern) veräußert, werden das Schloss und seine Vorburg seither als Wohnungen für mehrere Mietparteien genutzt. Das Anwesen ist nicht zu besichtigen, von der Straße aber gut einsehbar.

## Geschichte

### Anfänge im Mittelalter
Eine Vorgängeranlage des heutigen Schlosses ist vermutlich die Wiege Valkenburgs. Im Jahr 1041 wurde das Land um Alt-Valkenburg erstmals urkundlich erwähnt, als der spätere Kaiser Heinrich III. am 15. Februar dortige Güter seiner Verwandten Irmgardis schenkte, unter anderem die „villa Falkenberch“. Irmgardis' Enkelin Guda heiratete Theobald von Voeren, der erster namentlich bekannter Herr von Valkenburg war. 1241 erschien der Name Alt-Valkenburg erstmals in einer Urkunde, in der Ritter Gerardus de Aldenvalkinburgh als Zeuge genannt wurde. 1279 teilten Adam II. von Haeren und Hen(d)ric von Birclaer die Herrschaft Alt-Valkenburg unter sich auf. Über 100 Jahre lang blieb diese Teilung bestehen, denn 1381 gehörte der „hoff“ in Alt-Valkenburg je zur Hälfte Johann van Hulsberg und Johann van Aldenvalckenborch. Sie hatten die Herrschaft als Lehen von der brabantischen Herzogin Johanna erhalten. Nur kurze Zeit später brachte Johann van Aldenvalckenborch die gesamte Herrschaft in seinen Besitz. Zu jener Zeit bestand der „hoff“ allerdings nicht nur aus unbefestigten Gutsgebäuden, sondern es gehörte auch ein Wohnturm zur Anlage.

### Ausbau in der Frühen Neuzeit

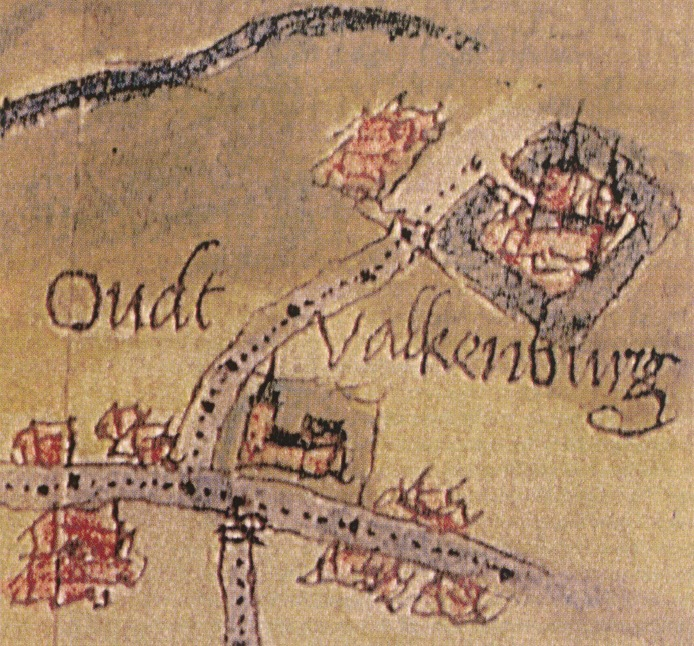
Alt-Valkenburg auf der Karte von Jacob van Deventer

Im Jahr 1444 war Alt-Valkenburg im Besitz von Jan von Zievel. Dessen Erbtochter Johanna aus der Ehe mit Maria von Weismes heiratete Heinrich I. von Ghoor, Herrn von Eys, und brachte ihm den Besitz zu. Sein Sohn Johann trat 1475 seine Nachfolge an. Nach dessen Tod im Jahr 1506 folgten Johanns Brüder Gerhard und Wilhelm als Herren von Alt-Valkenburg. Mit Wilhelms Tod 1534 erbte sein Neffe Hermann (ein Sohn Johann von Ghoors) die Herrschaft samt Gut. Er übertrug sie 1535 an Johann I. von Strijthagen, den Ehemann seiner Schwester Maria. Die Anlage, die zu jener Zeit den Mittelpunkt der Herrschaft bildete, ist auf einer von Jacob van Deventer zwischen 1535 und 1546 angefertigten Karte abgebildet. Sie zeigt ein großes Haus mit mindestens zwei Türmen, die auf einer viereckigen, von einem breiten Wassergraben umgebenen Insel stehen. Sie waren über eine Bogenbrücke erreichbar. Diese Anlage ließ Johann von Strijthagen zwischen 1545 und 1560 zu einem Schloss umbauen. Auch die dazugehörenden Wirtschaftsgebäude wurden unter ihm verändert. In einem später angelegten Einnahmen- und Ausgabenregister ist vermerkt, dass allein die Bauarbeiten an der Vorburg 46.000 Gulden gekostet haben. Im Jahr 1556 kaufte Johann von Strijthagen König Philipp II. als seinem Lehnsherrn das letzte noch bei ihm verbliebene Herrschaftsrecht, die hohe Gerichtsbarkeit, ab und löste Alt-Valkenburg somit aus der Lehnsabhängigkeit vom spanischen Königshaus (Alt-Valkenburg gehörte damals zum Gebiet der Spanischen Niederlande).
Nach Johanns Tod im Jahr 1560 folgte ihm sein Sohn Johann II. als Schlossherr nach. Als er 1571 starb, erbte seine Schwester Maria den Besitz, die in erster Ehe mit Nicolaus von Breyll verheiratet war. Während ihrer Zeit als Schlossherrin hatte Alt-Valkenburg unter dem Achtzigjährigen Krieg zu leiden. Spanische Truppen plünderten die Anlage und legten ein Feuer, das Schloss und Vorburg schwer beschädigte. Maria und ihr Mann begannen aber nach Kriegsende mit Wiederaufbauarbeiten, für die sie 1700 Gulden investierten. Nach Nicolausʼ Tod heiratete Maria von Strijthagen in zweiter Ehe 1593 Melchior von Zievel. Der durch ihn angelegten Aufstellung der Einnahmen und Ausgaben Alt-Valkenburgs ist zu verdanken, dass überliefert ist, wer Bauherr des damaligen Schlosses war. Den Anlass für die Aufstellung gab ein Rechtsstreit mit den Nachkommen des Hermann von Ghoor, die gegen die Besitzübertragung aus dem Jahr 1535 geklagt hatten und schließlich auch Recht bekamen. 1592 verfügte ein Urteil, dass die Familie von Strijthagen Alt-Valkenburg an Hermann von Ghoors Sohn Henrik zurückgeben musste. Er blieb bis 1605 Eigentümer des immer noch reparaturbedürftigen Schlosses, das Ende des 17. Jahrhunderts aus der restlichen Herrlichkeit herausgelöst wurde.

### Um- und Ausbauten im 18. Jahrhundert

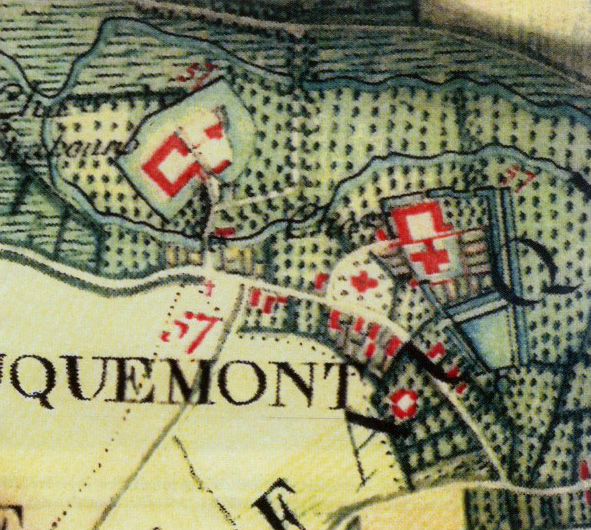
Schloss Schaloen (links) und Schloss Genhoes (rechts) auf der Ferraris-Karte aus den 1770er Jahren

1608 erwarb Ulrich von Hoensbroech, der Erbmarschall von Gelderland und Zutphen, das Schloss Genhoes und baute es wieder auf. Bei seinem Tod 1631 vererbte er es an Daniel, einen Sohn aus seiner zweiten Ehe mit Catharina Spies von Büllesheim. Bei dessen Tod erbte seine Tochter Gertrude den Besitz und brachte in an ihren Mann Charles de Haudion de Gibrechies. Ihr gemeinsamer Sohn Ulrich Hermengilde verkaufte das Anwesen 1701 an den in österreichischen Diensten stehenden General Georg von Tunderfelt. Im selben Jahr kaufte dieser auch das Schloss Haeren in Voerendaal. Gemeinsam mit seiner Frau Anna Barbara von Lamberts zu Cortenbach ließ Tunderfelt kurz nach dem Kauf an zwei Gebäudeflügeln Veränderungen vornehmen. So stammen zum Beispiel die zweiflügelige Eingangstür des Osttrakts und die heutigen Fensterformen aus seiner Zeit als Schlossherr. Das Innere des Schlosses ließ er modernisieren und im Geschmack der Zeit verändern. Viele Räume erhielten neue Stuckdecken, und Tunderfelt ließ eine monumentale Balustertreppe installieren. Nach seinem Tod 1743 übernahm sein Sohn Hermann Georg die Anlage und veräußerte sie 1749 an den Aachener Tuchfabrikanten Leonard Thimus (auch Thymus geschrieben).
Der neue Eigentümer ließ Genhoes ab 1751 durchgreifend verändern. Wahrscheinlich wurde unter ihm niedergelegt, was zu jener Zeit in ruinösem Zustand war, so zum Beispiel ein Vierecksturm an der Südost-Ecke und womöglich auch ein damals noch stehender Ostflügel. Zudem ließ Thimus den spätgotischen Westflügel instand setzen und modernisieren, unter anderem indem er neue Fenster installieren, ein neues Dach aufsetzen und im Inneren neues Parkett verlegen sowie Täfelungen mit geschnitzten Verzierungen anbringen ließ. Zeitgleich entstand auf älteren Fundamenten der heutige Nordflügel, für den wahrscheinlich der Aachener Baumeister Johann Joseph Couven die Pläne lieferte. Einen handfesten Beweis für Couvens Urheberschaft gibt es nicht, die Zuordnung erfolgt bisher anhand von stilistischen Übereinstimmungen mit anderen gesicherten Couven-Projekten sowie aufgrund der Verwendung gleicher Materialien. Außerdem arbeitete der Aachener nachweislich zur selben Zeit an der benachbarten Pfarrkirche von Alt-Valkenburg, und es sind einige Entwurfszeichnungen für Pfeiler von ihm erhalten, wie sie in Genhoes errichtet worden sind. Das umgebaute Schloss ließ Thimus durch die Anlage eines Barockgartens zwischen Innen- und Außengraben komplettieren. Auch dieser soll von Couven geplant worden sein.

### Die Familie Pelser-Berensberg als Schlossherrin

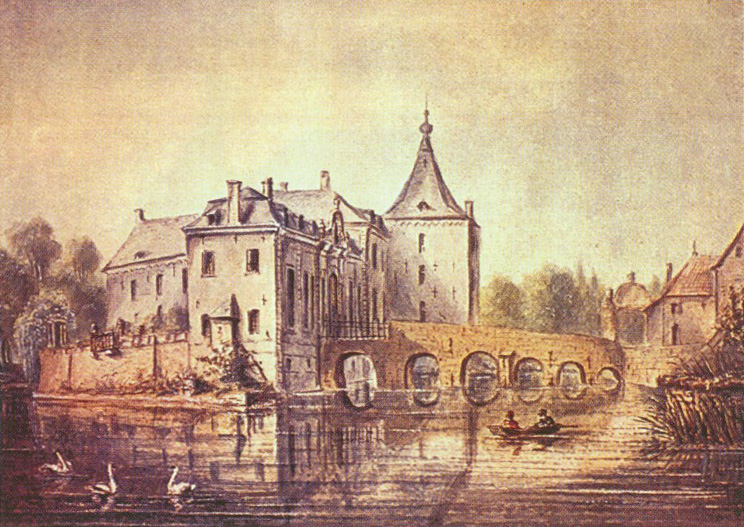
Abbildung des Schlosses auf einem Aquarell von J. Lefebure, ca. 1840

Nach Abschluss der Bauarbeiten im Jahr 1754 übertrug Thimus das Anwesen an seinen Schwiegersohn Johann Friedrich Pelser (auch Peltzer geschrieben), der mit Thimusʼ Tochter Katharina Theresia verheiratet war. Er besaß seit 1747 auch das Schloss Berensberg im heutigen Herzogenrather Ortsteil Kohlscheid und wurde 1766 durch Kaiser Joseph II. in den Reichsadelsstand erhoben. Er ließ die alten Vorburggebäude grundlegend erneuern, ehe der Besitz nach seinem Tod 1771 an den Sohn Leonard von Pelser-Berensberg ging. Er ließ 1824 den heutigen Südgarten mit Bäumen bepflanzen, jedoch nicht im Stil der damals beliebten englischen Landschaftsgärten, sondern im Boskettstil. Nach dem frühen Tod von Leonards Sohn Johann im Jahr 1834 erbte der Enkel Hubert Maria Felix von Pelser-Berensberg das Schloss, als er erst zehn Jahre alt war. Er hinterließ es bei seinem Tod 1907 seinen vier Töchtern, von denen es die beiden unverheirateten Constanze und Maria bis 1922 bzw. 1929 als Wohnsitz nutzten. Anschließend diente es bis 1940 nur noch als Sommerdomizil der Familien von Hubert Maria Felixʼ beiden anderen Töchtern Eugenie, verheiratete von Liebergen, und Pauline, verheiratete Michiels. Nach nötigen Instandsetzungen bezogen Nachkommen der beiden Schwestern aus den Familien Dankelmann und Huygen das Schloss und bewohnten es bis 1951.

### Entwicklung seit 1951

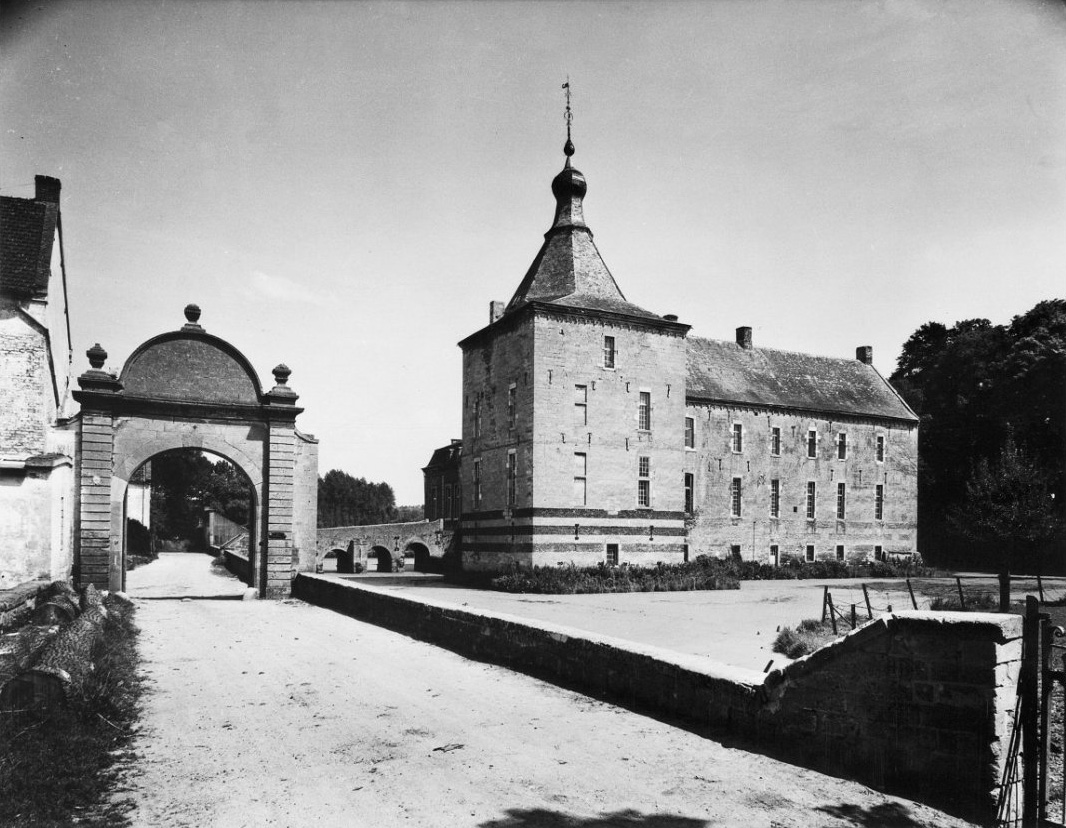
Schloss Genhoes im Juli 1950

Ab 1951 mieteten die Brüder Krijnen aus Utrecht das Schlossgebäude und betrieben darin bis 1965 einen Antiquitätenhandel sowie ein Museum. 1955 erwarb die Vereniging tot Behoud van Natuurmonumenten die 88 Hektar große Anlage für 440.000 Gulden und vermietet seither die Vorburggebäude als Wohnungen. Im Hauptschloss folgte den Brüdern Krijnen als Pächter der Maler William Halewein. Nach seinem Auszug im Jahr 1975 stand das Schloss einige Jahre leer, ehe 1979 Laurens Bisscheroux einzog und es ebenfalls als Malatelier nutzte. Nachdem er 1985 ausgezogen war, stand die Anlage wieder einige Jahre leer, ehe im August 1988 der Maler August Leenert van Dijk und seine Frau einzogen. Sie ließen ab 1997 das derweil völlig verwilderte Gartenparterre östlich des Schlosses wiederherstellen und einen Teil des allmählich verlandeten oder zugeschütteten äußeren Wassergrabens rekonstruieren. Der erhaltene Teil des Wassergrabens wurde 1998 ausgebaggert. Dabei kamen zahlreiche Fundstücke aus dem 16. bis 19. Jahrhundert zum Vorschein, darunter Sohlen von Lederschuhen (16. und 17. Jahrhundert), Besteckteile (18. und 19. Jahrhundert), eine Zunderdose aus Messing (ca. 1850) und eine Dochtschere aus der Zeit zwischen 1580 und 1650. Bei den Ausschachtungsarbeiten wurden auch die Fundamente des ehemaligen Südost-Turms gefunden, der wahrscheinlich unter Leonard Thimus bis unter die Wasserkante des Grabens abgetragen worden war.
2007 wurden die Wirtschaftsgebäude der Vorburg umfassend renoviert. Anlässlich dieser Arbeiten fand im November 2007 eine begleitende archäologische Untersuchung auf dem Vorburggelände statt. Dabei wurden unter den heutigen Gebäuden aus dem 18. Jahrhundert Fundamente älterer Bauten und eine Schicht Holzkohle sowie gebrannter Ton gefunden, was auf ein Feuer hindeutet. Die Kohlerückstände konnten mit Hilfe der C14-Analyse in die Zeit zwischen 1430 und 1630 datiert werden, was auf die überlieferte Brandstiftung während des Achtzigjährigen Krieges hindeutet. Weitere Funden waren geschmiedete Nägel und Eisenobjekte, ein Lütticher Liard aus der Zeit zwischen 1694 und 1723 sowie diverse Tonscherben aus dem 17. bis 18. Jahrhundert.

## Beschreibung

### Architektur

#### Hauptschloss

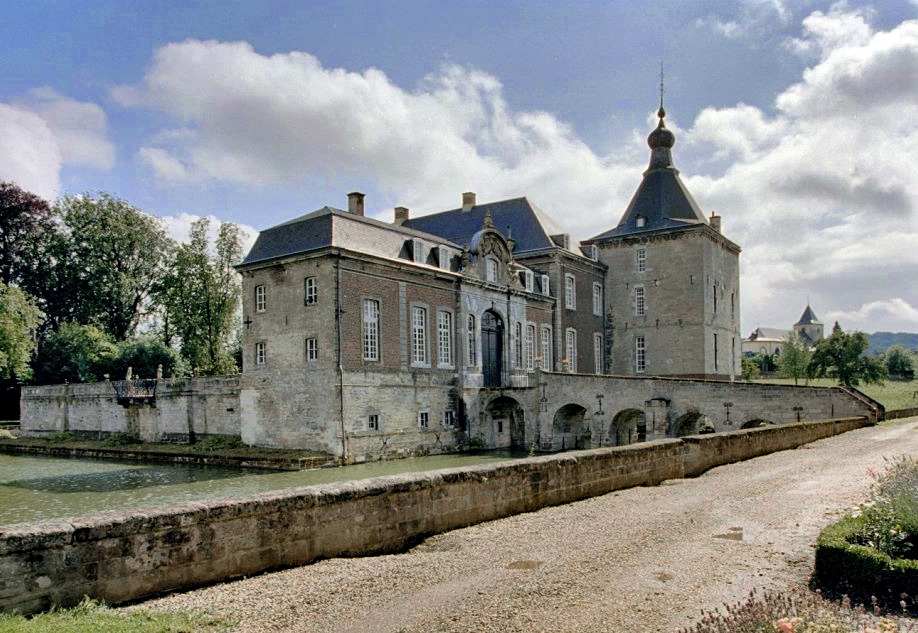
Hauptgebäude, Ansicht von Nordosten

Das von einem etwa 90 × 90 Meter messenden Wassergraben umgebene Schloss ist ein zweiflügeliger Komplex, dessen Trakte sich auf einem L-förmigen Grundriss erheben. An der Nordwest-Ecke des Ls steht ein wuchtiger Eckturm aus der Zeit um 1500. Das heutiges Aussehen der Gebäude ist das Ergebnis von Neu-, Aus- und Umbauten vom 15. bis 18. Jahrhundert.
Der zweigeschossige Wohnflügel an der Westseite ist von einem schiefergedeckten Satteldach abgeschlossen und besitzt noch das originale Traufgesims mit Dreipassornamentik und Bogenfries auf Kragsteinen aus der Zeit der Spätgotik. Möglicherweise stammt er aus dem späten 15. Jahrhundert. Ein ähnlicher Fries findet sich auch am Schloss Rivieren, das 1538 gebaut wurde. Sein Mauerwerk besteht – wie der angrenzende Eckturm – aus Mergel und endet an der südlichen Stirnseite in einem Stufengiebel. An der Außenseite weist es im unteren Bereich über dem Wasserspiegel drei Bänder aus Backstein auf, die sich auf allen Seiten des anschließenden Eckturms fortsetzen. Eng beieinanderliegende Schießscharten zeugen davon, dass dieser Teil des Schlosses in der Anfangszeit auch Wehrfunktion hatte.

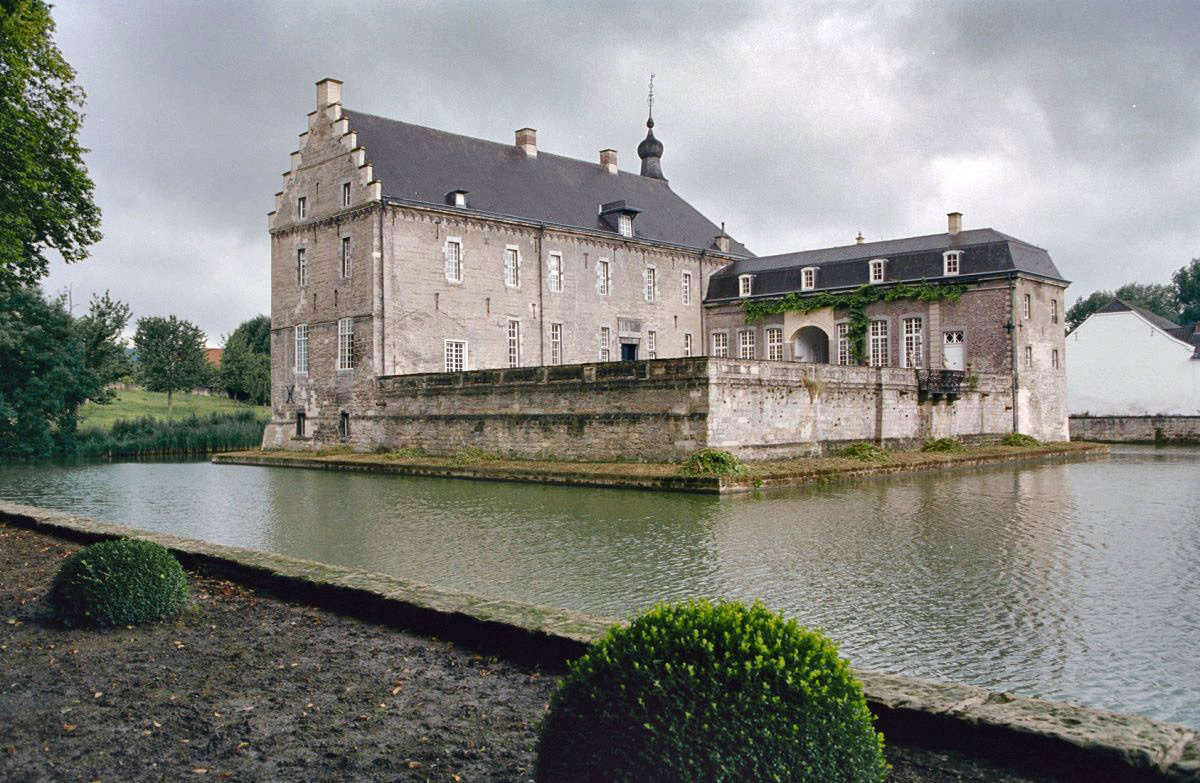
Hauptschloss, Ansicht von Südosten

Der wuchtige Vierecksturm an der Nordwest-Ecke besitzt über seinem hohen Kellergeschoss drei weitere Geschosse, die von einem abgeknickten, schiefergedeckten Helm abgeschlossen sind. Dessen zwiebelförmiger Abschluss trägt eine Wetterfahne mit der Jahreszahl 1620 und dokumentiert wohl das Jahr von Instandsetzungsarbeiten oder das Ersetzen eines damaligen Notdachs durch den heutigen Helm.
Die Gestaltung des auffallend niedrigen Nordflügels im Stil des Barocks unterscheidet sich stark vom Rest des Schlosses. Das Mauerwerk dieses Trakts ist aus Backstein errichtet, während die Stirnseiten aus behauenem Mergel bestehen. In der Mitte seiner Außenfassade befindet sich das korbbogige Eingangstor. Es ist von der Vorburg über eine sechsbogige Steinbrücke, die spätestens im 16. Jahrhundert erbaut wurde, erreichbar. Das Tor besitzt eine Rahmung aus Blaustein, darüber befindet sich ein Volutengiebel. Dieser ist von zwei Vasen flankiert und von einer gleichartigen Vase bekrönt. Sein Giebelfeld weist ein kleines Segmentbogenfenster auf, darüber sieht der Betrachter ein Allianzwappen, das von Akanthus umringt ist. Bis zum Jahr 1830 war der Eingangsflügel streng symmetrisch gestaltet, wurde dann aber nach Osten um einige Meter verlängert und damit seine Symmetrie zerstört. Die Tordurchfahrt führt zum rechteckigen Schlosshof. Unter der Eigentümerfamilie von Pelser-Berensberg war er als Garten gestaltet, doch ist heute nichts von ihm erhalten. Vom terrassenartigen Hof ist die zweiflügelige, um 1701 eingebaute Eingangstüre im Westflügel des Schlosses erreichbar. Das Hofareal wird an seiner Ost- und Südseite von einer steinernen Balustrade begrenzt, die etwa auf das Jahr 1700 datiert. In der Mitte der Ostbalustrade ist ein kleiner Balkon mit schmiedeeisernem Gitter eingelassen, auf dem zwei allegorische Putten stehen. Sie stellen Amerika und den Winter dar.

#### Vorburg

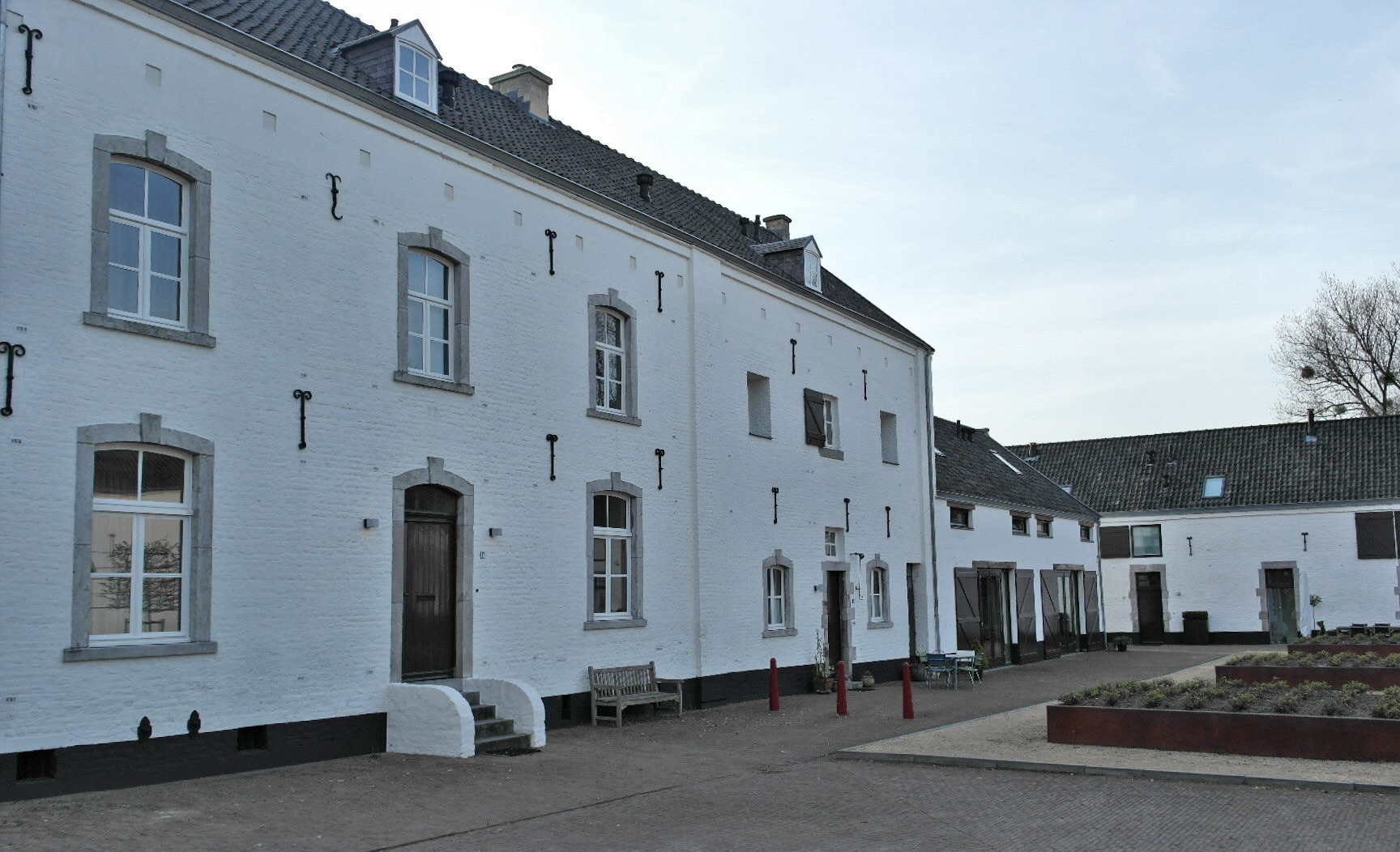
Westflügel der Vorburg

Nördlich des Hauptschlosses stehen die Wirtschaftsgebäude der Vorburg. Ihre drei weiß getünchten Flügel aus Backstein bilden einen Grundriss in U-Form, die zum Hauptschloss geöffnet ist. Schon auf der Deventer-Karte aus dem 16. Jahrhundert ist der Gebäudekomplex verzeichnet, jedoch sind die heutigen Gebäude jünger. Der älteste Teil befindet sich im Westflügel und stammt aus der Zeit zwischen 1701 und 1748. Die übrigen Gebäude sind in den Zeitraum von 1749 bis 1770 zu datieren. Die bei einer Ausgrabung gefundenen Fundamente von Vorgängerbauten könnten die Reste der von Johann von Strijthagen im 16. Jahrhundert errichteten Vorburg sein, von der heute oberirdisch nichts mehr erhalten ist. Der westliche Flügel ist zweiteilig und besteht aus einem zweigeschossigen Gebäude mit Satteldach und Pfannendeckung und einem nördlich daran anschließenden eingeschossigen Bau. Der Nordflügel ist symmetrisch gestaltet und besitzt in seiner hofseitigen Mitte ein Rundbogentor. Der Bereich um das Tor ist niedriger gestaltet als die sich westlich und östlich anschließenden Gebäudepartien mit zwei Geschossen und Mansarddächern. Der östliche Trakt der Vorburg besteht wie sein westliches Pendant aus zwei unterschiedlich aussehenden Teilen. Der nördliche von ihnen ist ein niedriger kurzer Bau, dem sich südlich ein wesentlich längeres und höheres Gebäude anschließt. Dabei handelt es sich um eine ehemalige Scheune mit zwei Rundbogentoren. Obwohl unterschiedlich in der Höhe besitzen beide Teile des Ostflügels zwei Geschosse. Am südlichen Ende der ehemaligen Scheune ist dieser nach Osten noch ein Wohnhaus mit zwei Geschossen angefügt.
Das Vorburgareal kann an der Westseite durch ein Tor aus Mergelsteinen betreten werden. Es wurde etwa 1760 wohl nach Entwürfen Johann Joseph Couvens errichtet. Das Rundbogentor wird von zwei rustizierten Pfeilern mit Vasenbekrönung flankiert. Über dem Gesims des Tores sitzt ein Rundbogengiebel, der ebenfalls eine Vase als oberen Abschluss besitzt. Der Bau ist ähnlich gestaltet wie die Toranlage des rund zwölf Kilometer entfernten Schlosses Lemiers.

### Innenräume

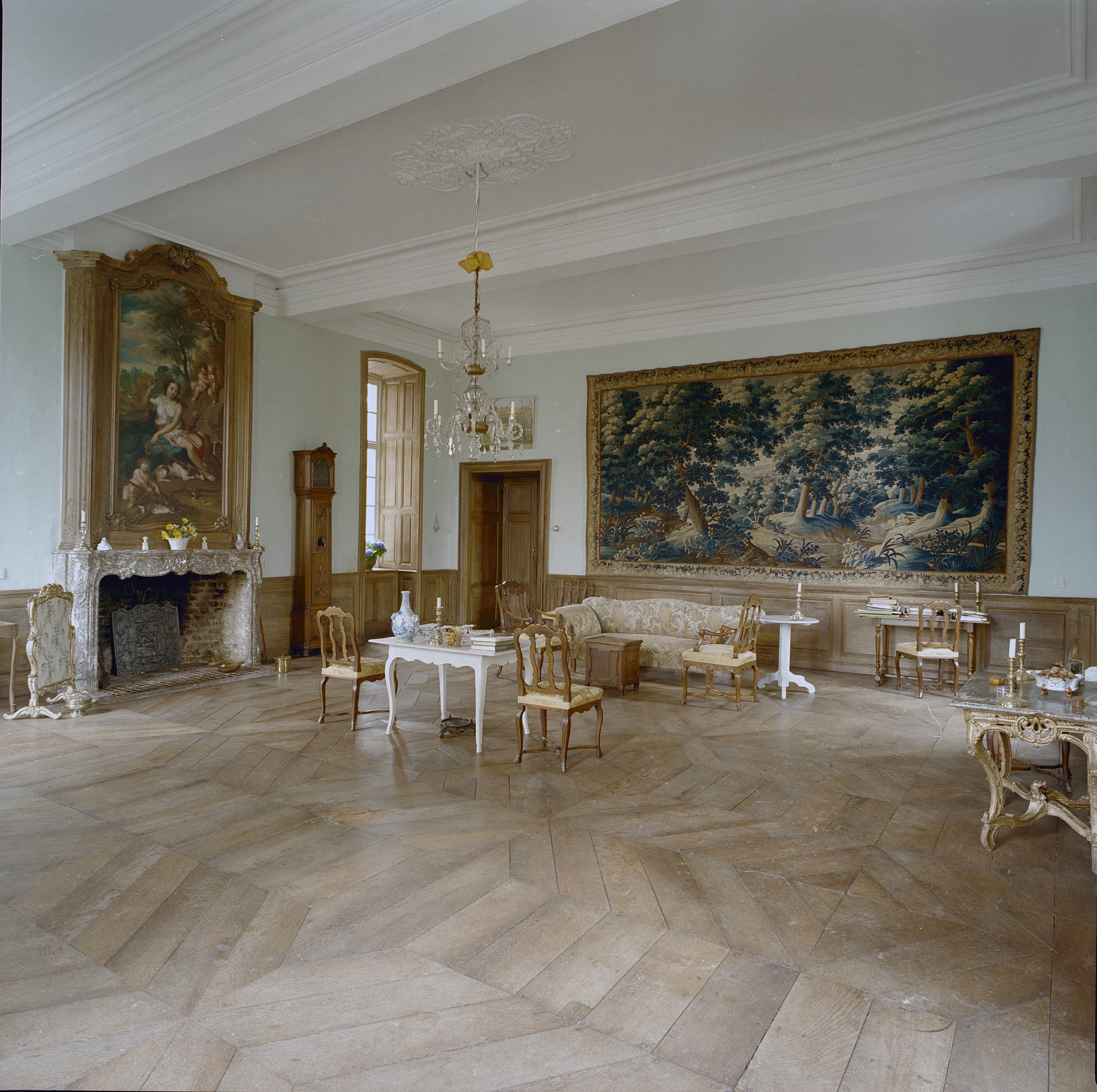
Saal im Erdgeschoss

Die älteste Bausubstanz des Schlosses findet sich im tonnengewölbten Keller des Westflügels. Früher besaß der dortige Bereich ein Kreuzgewölbe, das jedoch nicht mehr erhalten ist. Allerdings sind noch die Kragsteine in situ, auf denen einst die Rippen des Gewölbes gründeten. Sie stammen aus dem 12./13. Jahrhundert und sind der Rest eines romanischen Wohnturms.
Im Inneren sind eine große Eichenholztreppe mit Balustergeländer vom Beginn des 18. Jahrhunderts und einige Stuckdecken im Stil des Louis-quatorze erhalten. Der große Saal im Erdgeschoss des Westflügels soll nach Plänen Johann Joseph Couvens gestaltet worden sein. Er ist mit Parkett und einer Täfelung aus Eichenholz ausgestattet. Sein auffälligstes Einrichtungsstück ist ein marmorner Prunkkamin im Louis-quinze-Stil, dessen Abzug ein Gemälde mit der Darstellung der Göttin Diana zeigt.

### Gärten
Schloss Genhoes besitzt heute zwei erhaltene Gärten: das östliche Gartenparterre (auch Ostgarten genannt) und den südlich des Wassergrabens liegenden, landschaftlich gestalteten Südgarten. Ein dritter, östlich der Vorburg liegender einstiger Nutzgarten ist nicht mehr erhalten. Sein Areal ist heute mit Rasenflächen und in Form geschnittenen Hecken formal gestaltet und nimmt die ehemalige, geometrische Einteilung des Gartens auf.
Beide erhaltenen Gärten entstanden um 1750 vermutlich nach Plänen Johann Joseph Couvens. Im Laufe der Jahre war das Ostparterre allmählich verwildert und wurde ab 1997 in seiner heutigen, barocken Form rekonstruiert. Es ist durch zwei gradlinige Wege in vier Partien unterteilt. Am Kreuzungspunkt der beiden Wege im Mittelpunkt des Gartens stand früher wahrscheinlich eine Herkulesstatue aus dem ersten Viertel des 18. Jahrhunderts, die heute im Südgarten zu finden ist. Sie schaute früher wohl in Richtung einer heute nicht mehr erhaltenen Orangerie in der Nordwest-Ecke des Gartens. Sie war etwa gleichzeitig mit dem Garten entstanden und Ende des 19. Jahrhunderts durch einen Neubau ersetzt worden. Nachdem das Gebäude bereits in den 1950er Jahren ruinös war, ließen die Eigentümer es in den 1960er Jahren abreißen. Die Nordseite des Gartens ist von einer Mauer begrenzt, in deren Mitte sich in Form eines Gittertors der Eingang zum Garten befindet.

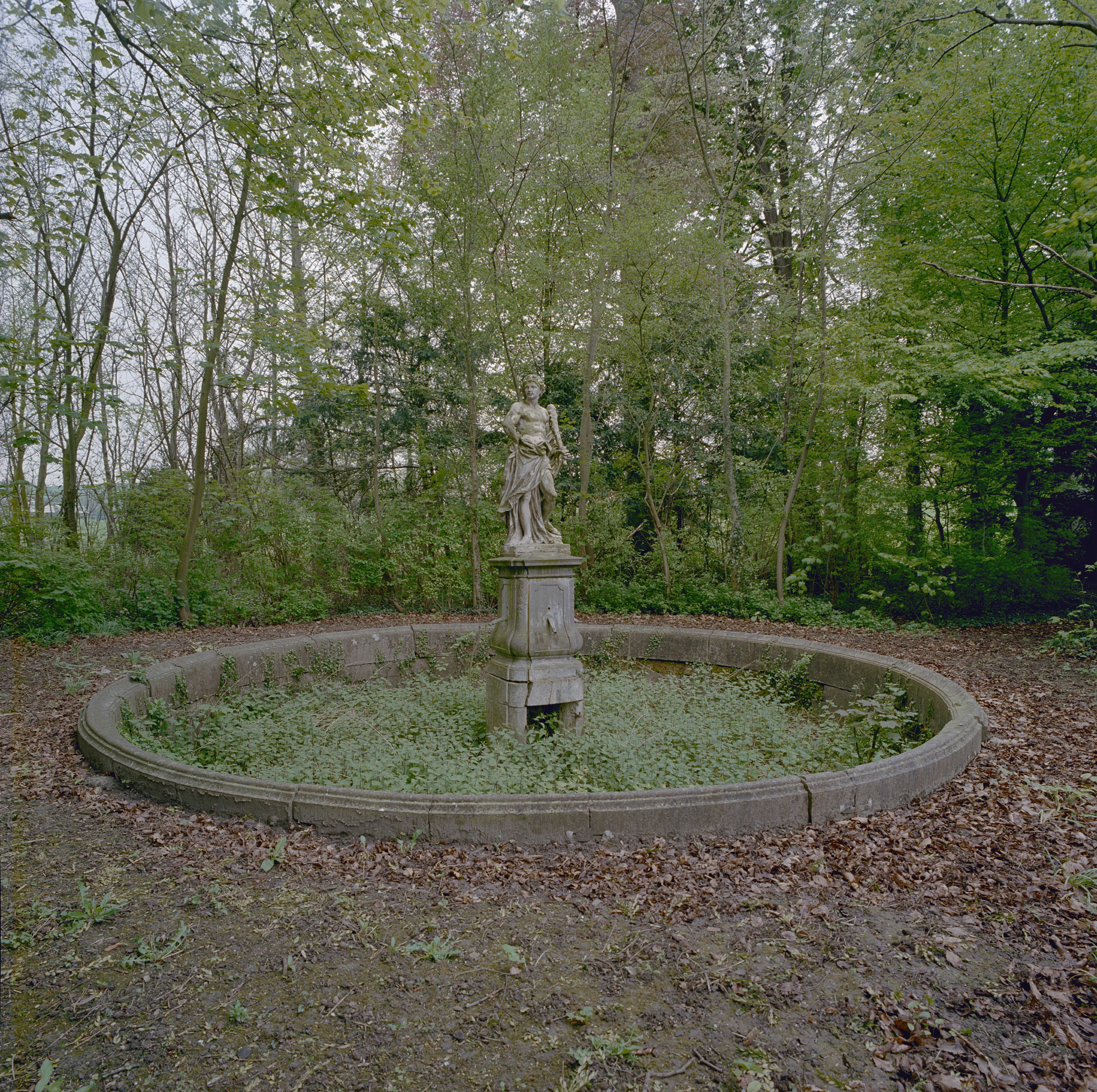
Herkulesbrunnen

1824 legte Leonard von Pelser-Berensberg den Grundstock für den heutigen Südgarten, als er das 50 × 75 Meter große Areal mit Bäumen bepflanzen ließ. Das Jahr ist durch die Inschrift auf einer Steinplatte überliefert. Die Mehrheit der heute dort noch wachsenden Bäume stammen von dieser Bepflanzung, die auf einem geometrischen Design des 18. Jahrhunderts basierte. Zu finden sind dort unter anderem Rotbuchen, Flügelnüsse, Scheinbuchen, Platanen und Ahorn. Die dort ebenfalls wachsenden Rosskastanien sind jüngeren Alters. In der Sichtachse, die in der Tordurchfahrt des Nordflügels beginnt, liegt im Südgarten ein rundes Wasserbecken aus Mergel, dessen Umrandung nur knapp über Bodenniveau endet. Es stammt aus dem 18. Jahrhundert und damit aus der Zeit der Erstanlage des Gartens. In der Mitte des nicht mehr mit Wasser gefüllten Bassins steht auf einem viereckigen Sockel im Régence-Stil eine Herkulesstatue aus Terrakotta, die vermutlich einmal im Ostparterre stand. Früher umstanden acht Linden den Herkulesbrunnen, von ihnen sind heute nur noch zwei erhalten. Ähnliches gilt für vier Eiben, die von einem zweiten Beflanzungsring um das Wasserbecken übrig blieben.
Am Nordrand des Südgartens steht ein (größtenteils rekonstruierter) Eiskeller, dessen Fundament aus Feldbrandziegeln aus der ersten Hälfte des 19. Jahrhunderts stammt. Er besitzt die Form eines Iglus und ist zwecks Isolierung mit einer Schicht Erde bedeckt. Dem Kuppelbau ist eine Fassade aus behauenen Mergelsteinen vorgesetzt. Ein weiteres Gebäude steht in der Nordwest-Ecke des Südgartens. Dabei handelt es sich um einen Gartenpavillon aus Backstein. Der Bau aus dem 18. Jahrhundert besitzt heute ein Geschoss, das von einem Mansarddach bedeckt ist. Früher hatte der Pavillon ein Geschoss mehr und war innen verputzt.